# Szürkefarkú babérgalamb
A szürkefarkú babérgalamb (Columba junoniae) a madarak osztályának galambalakúak (Columbiformes) rendjéhez és a galambfélék (Columbidae) családjához tartozó faj.

## Előfordulása
A Spanyolországhoz tartozó Kanári-szigeteken honos. La Palma, Tenerife és La Gomera szigetén él. Viszonylag ritka faj, összállományát 1000 és 2000 egyed közé becsülik.

## Megjelenése
Testhossza 40–43 centiméter. Színezete barnás.

## Életmódja
Amint neve is mutatja, az otthonául szolgáló szigetek hegyvidékein növő kanári babérlombú erdőkben él, alacsonyabb szinten, mint a közeli rokon szürkefejű babérgalamb (Columba bollii).

## Szaporodása
Fákra építi fészkét. Egyetlen, krémszínű tojást rak, és azt 18-19 nap alatt költi ki.